# Hieracium sylvularum
Hieracium sylvularum — вид рослин із родини айстрових (Asteraceae).

## Середовище проживання
Зростає у Європі й Західній Азії (Австрія, країни Балтії, Білорусь, Болгарія, Чехія, Словаччина, Франція (у т. ч. Корсика), Німеччина, Греція, Угорщина, Італія, Польща, Румунія, Іспанія, Швейцарія, Південний Кавказ, Туреччина, Україна, колишня Югославія).